# Ниа Нал
Ниа Нал (англ. Nia Nal) — супергероиня из сериала «Супергёрл», которую играет актриса Николь Мэйнс. Позиционируется и изображается как предок персонажа DC Comics Нуры Нал/Дримгёрл. Впервые появляется в четвертом сезоне первой серии. Ниа Нал является первым трансгендерным супергероем, появившемся на телевидении. Создана Робертом Ровнером и Джессикой Квеллер.

## История
Ниа Нал имеет степень по международным отношениям в Джорджтаунском университете. Она была политическим спичрайтером в Вашингтоне, где работала на Кэт Грант (Калиста Флокхарт), пресс-секретаря Белого дома при администрации президента Оливии Марсдин (Линда Картер). После переезда в Нэшнл-Сити стала подчинённой Кары Дэнверс/Супергёрл, чтобы изучить журналистику. Следуя тому же пути, что и Кара Дэнверс/Супергёрл из более ранних сезонов, Ниа присоединяется к команде газеты CatCo и работает, чтобы выполнить свое героическое предназначение в роли супергероини под именем «Дример».

## История концепции и создания
В январе 2018 года создатель сериала «Супергёрл» и исполнительный продюсер Грег Берланти рассказал на мероприятии об отсутствии транс-меньшинств во Вселенной Стрелы. «У нас нет активного транс-персонажа на шоу […], и поэтому я все еще чувствую себя отстающим от времени каждый день по этому вопросу», — сказал Берланти. В мае 2018 года поступило сообщение о том, что проводится открытый кастинг для трансгендерной актрисы любой национальности в возрасте 20 лет, на роль персонажа Ниа Нал в сериале «Супергёрл». Первоначально персонаж был описан как «Уверенная вундеркинд модница». Когда-то политический спичрайтер, Ниа является лучшим дополнением к команде журналистов-расследователей Catco. Она привносит игривое остроумие и резкий юмор, но под этим шутливым шиком, фасадом, находится душевная молодая девушка, которая может многое предложить миру. По типажу Ниа в чем-то молодая версия Кэт Грант.
21 июля 2018 года на San Diego Comic-Con International транс-активистка и актриса Николь Мэйнс была объявлена выбранной на роль Ниа Нал в сериале «Супергёрл». Было также подтверждено, что Ниа Нал будет супергероиней, носящей имя «Дример», и что она является предком члена Лиги Супергероев под именем Нура Нал/Дримгёрл. Мэнс рассказала, что у Ниа Нал/Дример есть «это яростное стремление защищать людей и бороться с дискриминацией и ненавистью. Она — супергерой, в котором мы нуждаемся сейчас». Персонаж Ниа Нал — первый трансгендерный супергерой на телевидении.